# Сара Шехтер
Сара Шехтер (англ. Sarah Schechter, нар. 11 січня 1976, Бостон, Массачусетс, США) — американська теле- та кінопродюсерка. Шехтер є головою та партнером Berlanti Productions, а також співзасновником Berlanti-Schechter Films.
У жовтні 2020 року, коли в ефірі вийшло 17 телесеріалів, вона стала одним із найплідніших продюсерів в історії телебачення.

## Біографія
Народилася в Бостоні та виросла у Бруклайні, Массачусетсі та Нью-Йорку. Її батько, Денні Шехтер, онук російсько-єврейських соціалістів-іммігрантів, був правозахисником, письменником, режисером і телепродюсером.
Навчалася у підготовчій школі Milton Academy, а 1998 року закінчила Каліфорнійський університет у Санта-Крусі зі ступенем теорії кіно.

## Кар'єра
Почала свою кар'єру в Нью-Йорку, працюючи на документаліста Барбару Коппл і над незалежними кінопроєктами. Пізніше переїхала до Лос-Анджелеса, де шість років працювала на продюсера Баррі Менделя і дев'ять років була керівником відділу розвитку на Warner Bros. Television Studios.
Почала співпрацювати з Грегом Берланті над «Життя як воно є», а 2014 року призначена президентом Berlanti Productions. У лютому 2020 року її підвищили до партнера та голови.
Шехтер продюсував понад 17 телевізійних серіалів, а також продюсувала «Мій поліцейський», «Невагітна», «Персонаж» і «Аліса і Фреда назавжди».